# Belagerung Hamburgs (1686)
Die dreiwöchige Belagerung Hamburgs im Jahr 1686 war der gewaltsame Höhepunkt eines letztlich erfolglosen Versuchs des dänischen Königs Christian V., die Hansestadt zu unterwerfen.

## Hintergrund

### Frage der Erbhuldigung
Trotz seiner Zugehörigkeit zur Hanse war Hamburg zunächst noch keine reichsfreie bzw. reichsunmittelbare Stadt. Die Erhebung Hamburgs zur Freien Reichsstadt durch den römisch-deutschen Kaiser Maximilian I. (1510) und deren Bestätigung durch das Reichskammergericht (1618) erkannten die dänischen Könige nicht an. Aus dänischer Sicht gehörte Hamburg formal weiterhin zum Herzogtum Holstein, und als Herzöge von Holstein verlangten die dänischen Könige daher weiterhin die Huldigung ihrer Hamburger Untertanen. Zuletzt war 1603 in schon sehr abgemilderter Form König Christian IV. und Herzog Johann Adolf gehuldigt worden; spätere dänische Versuche, die Hamburger mit militärischer Gewalt zu unterwerfen, schlugen 1616, 1629 und 1630–1643 fehl. Die nach einer ersten Belagerung 1643 erfolgte oberflächliche und halbherzige Huldigung und Tributzahlung bedeutete keine effektive dänische Oberhoheit über die Hansestadt. Schon zwei Jahre später machten sich die Hamburger mit schwedischer Hilfe wieder unabhängig.
Im Jahr 1650 bzw. 1651 boten sowohl das dänische Königshaus als auch die herzogliche Nebenlinie Schleswig-Holstein-Gottorp, die sich die Herrschaft über Holstein teilten, Hamburg erstmals an, die Huldigungspflicht durch eine einmalige Geldzahlung endgültig abzulösen. Bis 1652 wurde tatsächlich darüber verhandelt, doch die nach den Verlusten des Dreißigjährigen Krieges auf Sparsamkeit bedachte Hansestadt lehnte diese Lösung ab.
Die dänischen Übergriffe führten allerdings dazu, dass die Hamburger ihre Befestigungsanlagen verstärkten. Bis 1626 wurde ein bis zu 9 Meter hoher Wall mit 21 Bastionen errichtet (Hamburger Wallanlagen), nach der dänischen Belagerung von 1679 wurde 1682 die Sternschanze gebaut. Eine neue Wachtordnung führte zur Aufstellung neuer Bürgerwehr-Regimenter und -Kompanien, im 17. Jahrhundert zählte die Stadt bei 80.000–100.000 Einwohnern bis zu 11.000 bewaffnete Bürger. Hinzu kam eine besoldete Miliz aus Berufssoldaten. Die Dänen wiederum bauten 1616 eine Zollstelle in Glückstadt an der Unterelbe und 1664 in unmittelbarer Nachbarschaft Hamburgs das holsteinische Altona zu einer Konkurrenzstadt aus.

### Ersatz für Gebietsverluste
Nach Niederlagen in drei Kriegen hatte Dänemark durch die Friedensschlüsse von Brömsebro (1645), Roskilde (1658) und Kopenhagen (1660) seine schonischen Stammlande und somit ein Drittel seines Reichsgebiets an Schweden verloren. Ein mit niederländischer Hilfe bemühter Revanchekrieg scheiterte trotz Anfangserfolgen. Im Frieden von Lund (1679) musste Dänemark seine Rückeroberungen wieder herausgeben. Als Ersatz für die Gebietsverluste sollte nun Hamburg herhalten. Nur wenige Tage nach dem Friedensschluss begann Christian V. mit einer ersten Belagerung Hamburgs, zog seine Truppen jedoch ab, nachdem Hamburg 220.000 Taler gezahlt und im Pinneberger Rezeß eine rechtliche Prüfung der Huldigungsansprüche zugesagt hatte.
Die antifranzösische Tradition früherer deutscher Geschichtsschreibung sah Frankreichs König Ludwig XIV. als treibende Kraft hinter der zweiten Belagerung von 1686, teilweise jedoch zu Unrecht, denn wiederholt hatte Frankreich eine Verhandlungslösung angemahnt und seine eigene Vermittlung angeboten. Auch Schwedens König Karl XI. hatte Christian V. ermutigt, seine Anstrengungen gegen Hamburg zu richten, um ihn so von einem weiteren Revanchekrieg gegen Schweden abzulenken.

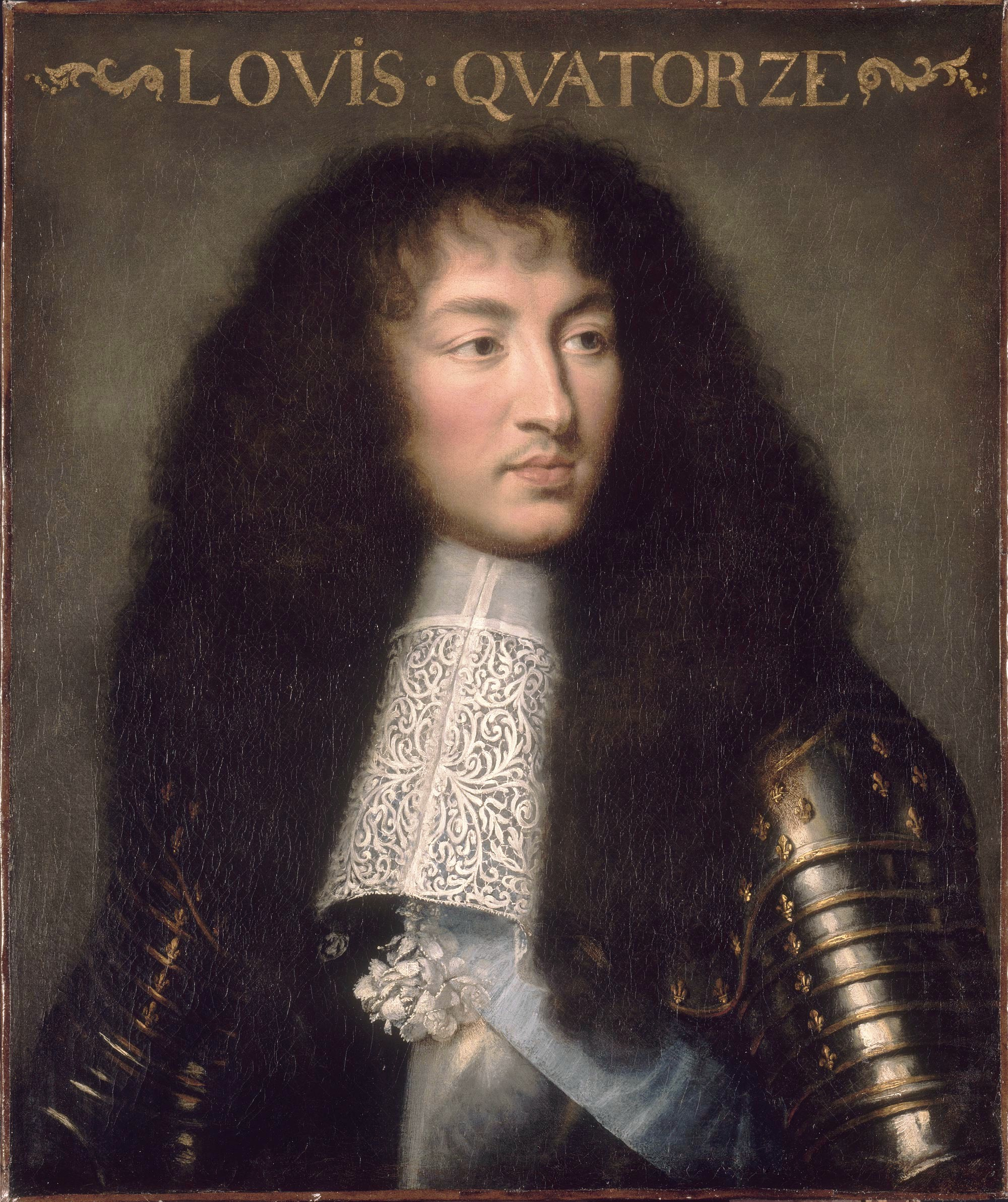
Ludwig XIV. hatte kein Interesse an einem um das reiche Hamburg vergrößerten Dänemark
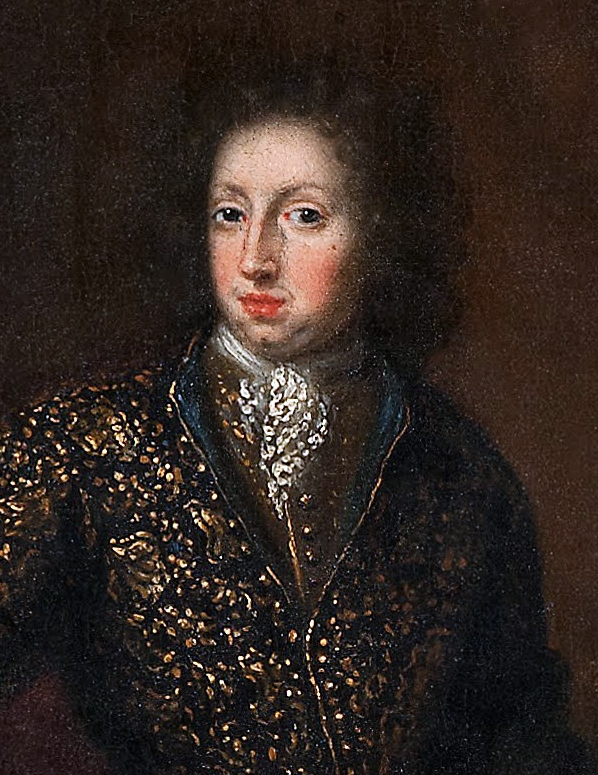
Karl XI. war ein Schwager des dänischen Königs und bot ihm Hilfe gegen Hamburg an

Tatsächlich fand der dänische Angriff vor dem Hintergrund der Auflösung zweier traditioneller, den Konflikt im Ostseeraum und Norddeutschland seit Jahrzehnten prägenden Bündnisse statt – der schwedisch-französischen und der dänisch-niederländischen Allianz. Schweden hatte 1679 erleben müssen, dass sein Einsatz für französische Interessen den schwedischen Besitz in Deutschland kosten konnte. Pommern, Wismar und Bremen-Verden waren von Dänen, Brandenburgern und Lüneburgern erobert worden. Durch das Eingreifen Frankreichs hatte Schweden zwar im Frieden von Saint-Germain (1679) den größten Teil davon zurückerhalten, trotzdem aber einige kleinere Gebiete verloren (Wildeshausen, Thedinghausen, Dörverden, Kammin, Greifenhagen). Dänemark hingegen hatte erkennen müssen, dass die niederländische Hilfe nicht ausreichte, um die an Schweden verlorenen Gebiete zurückzugewinnen. Mit dem französisch-brandenburgischen Bündnis (1679) und der Annexion des in Personalunion mit Schweden verbundenen Herzogtums Pfalz-Zweibrücken (1681) durch Frankreich (Reunionspolitik) verschlechterten sich die französisch-schwedischen Beziehungen rapide. Hatte Frankreich noch 1679 auf Seiten Schwedens und dann auch Hamburgs gestanden, so schlossen Ludwig XIV. und Christian V. 1682 einen geheimen Bündnisvertrag, der Dänemark französische Subsidien und die Anerkennung seiner Ansprüche einbrachte.

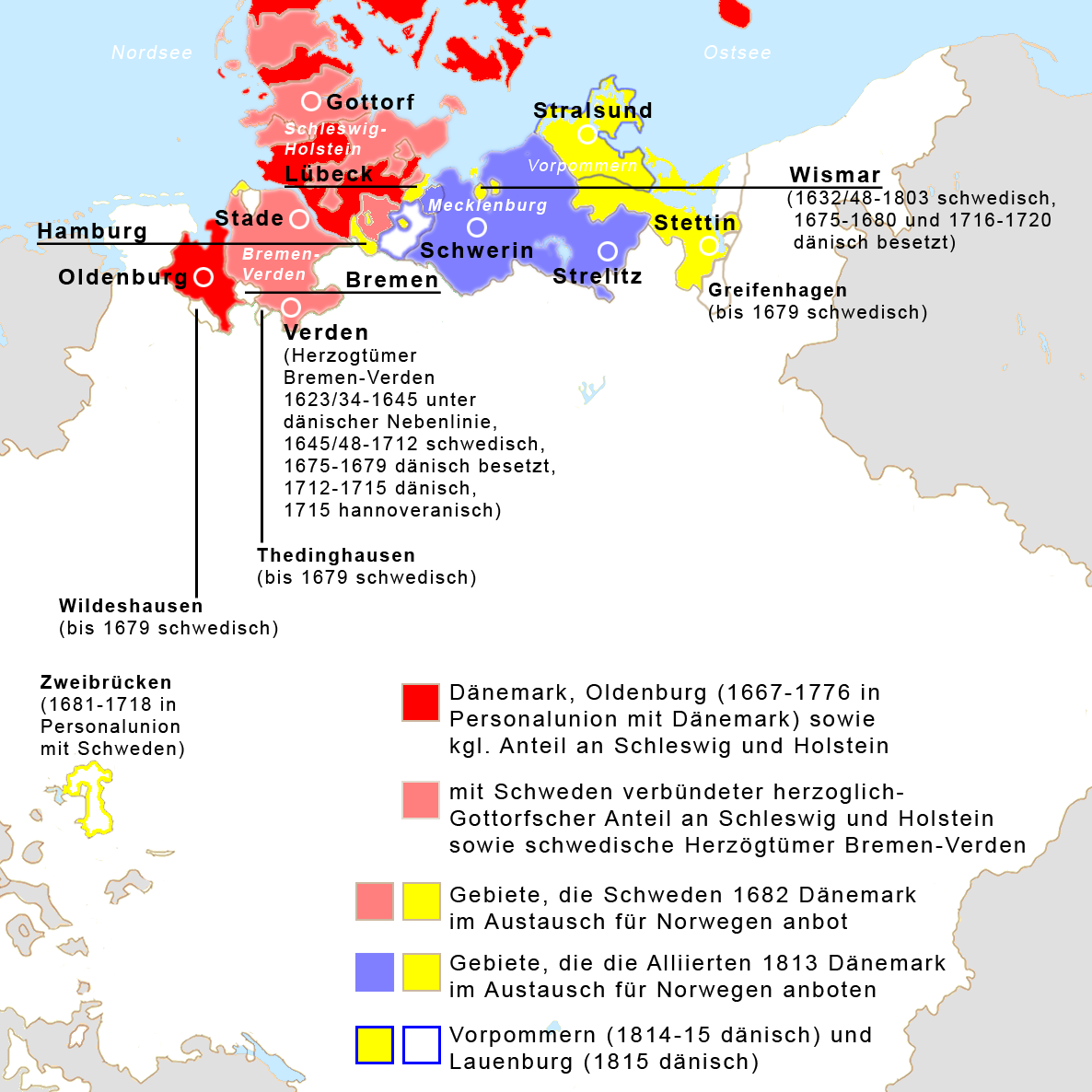
Hamburg lag im Zentrum der dänischen Interessensphäre in Norddeutschland, die auch die schwedischen Besitzungen einschloss

Ohne französischen Beistand suchte Schweden zunächst einen Ausgleich mit Dänemark, um Zeit für eigene neue Rüstungen (vor allem den Wiederaufbau der geschlagenen Flotte) und die Suche nach neuen Bündnispartnern zu gewinnen. Im August 1682 und im Mai 1683 sollen schwedische Unterhändler Dänemark im Austausch für Norwegen und für einen endgültigen Verzicht auf Schonen alle schwedischen Besitzungen in Deutschland angeboten haben, die Anerkennung dänischer Ansprüche auf das mit Schweden verbündete Schleswig-Holstein-Gottorf sowie sogar militärische Hilfe bei der Eroberung Hamburgs und Lübecks. (Sowohl die Ernsthaftigkeit als auch die Wirksamkeit derartiger schwedischer Militärhilfe waren allerdings zweifelhaft, Schweden hatte sich in zwei ähnlichen Kriegen schon 1654 und 1666 nicht gegen die vergleichsweise schwächere Hansestadt Bremen durchsetzen können.) Als Christian V. 1684 und 1685 das Hochstift Lübeck sowie den herzoglich-gottorfschen Teil Schleswigs und Holsteins besetzte, ließ Karl XI. ihn zwar gewähren, doch 1686 traten Schweden und Brandenburg, das erneut die Seiten gewechselt hatte, der antifranzösischen Augsburger Allianz bei. Frankreich war isoliert, und mit ihm auch Dänemark.

## Vorgeschichte
Direkter Auslöser für den Konflikt waren nicht außenpolitische Konstellationen, sondern innenpolitische Machtkämpfe und Unruhen in Hamburg – die sogenannten Jastram-Schnitgerschen Wirren. Der Konflikt zwischen dem aristokratischen bzw. oligarchischen Senat und einer demokratischen Volksbewegung in der Bürgerschaft der Hansestadt hatte 1684 zur Vertreibung des autoritären Bürgermeisters Heinrich Meurer geführt. Führer der im „Ausschuss der Dreißig“ (auch Dreißiger-Ausschuss, Dreißiger-Kollegium oder kurz: Dreißiger) organisierten Volksbewegung waren Cord Jastram und Hieronymus Snitger, neuer Bürgermeister wurde Johann Slüter.

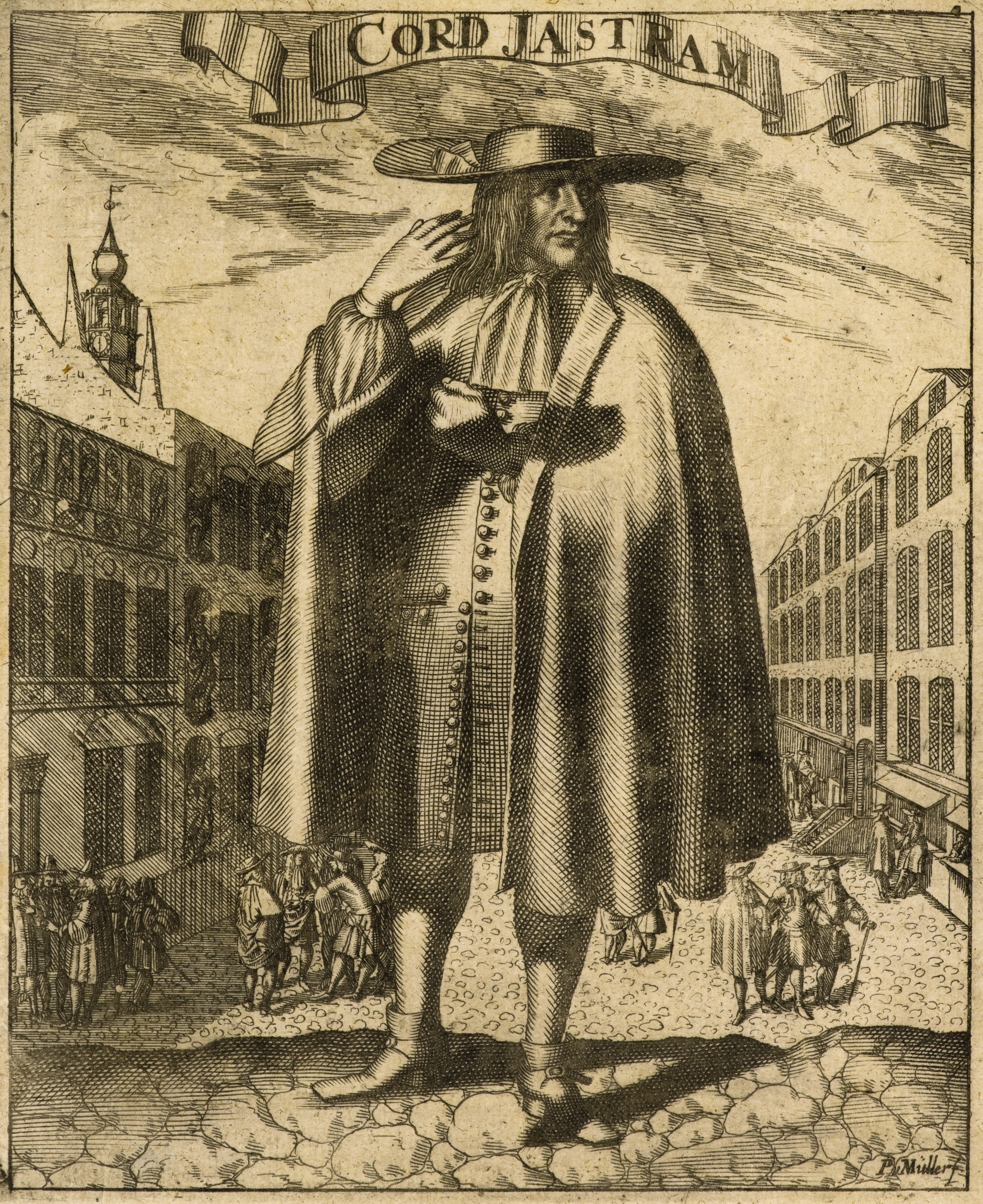
Cord Jastram, einst als Demagoge und Verräter, heute als Demokrat bzw. Patriot bewertet
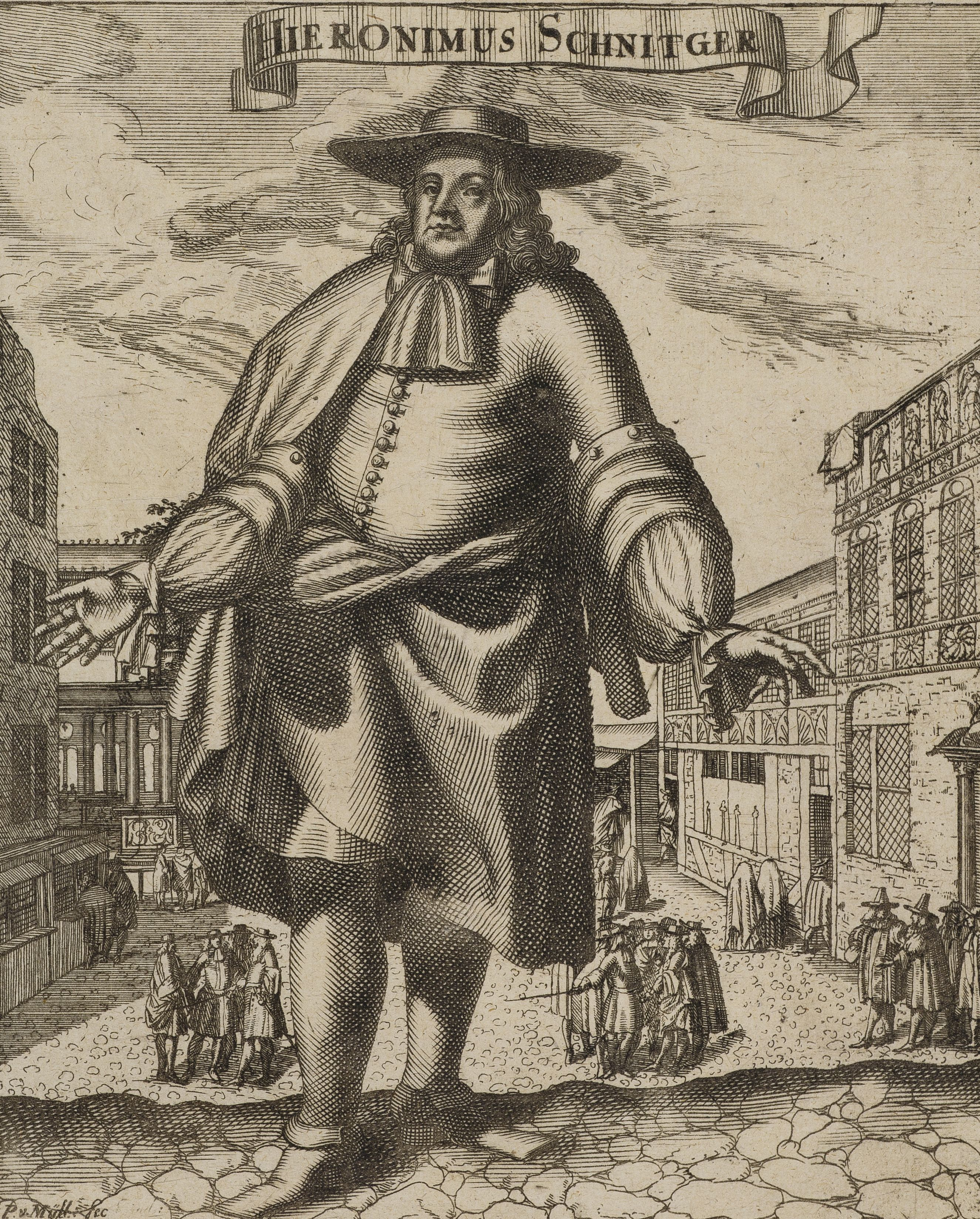
Hieronymus Snitger wurde 1685 entführt, kam aber durch Brandenburgs Vermittlung wieder frei

Ex-Bürgermeister Meurer war nach Celle an den Hof des Herzogs Georg Wilhelm von Lüneburg geflohen und hatte Kaiser Leopold I. um Hilfe angerufen. Der Kaiser, der wegen des Türkenkriegs in Südosteuropa beschäftigt war, beauftragte den Herzog mit der Reichsexekution und der Wiedereinsetzung Meurers in Hamburg. Lüneburg lag sowohl mit Hamburg als auch mit Dänemark in Fehde und hatte sich im August 1684 mit Brandenburg verbündet. Der Herzog entsandte im Januar 1686 eine Streitmacht von 2.000 Mann gegen die Hansestadt und ließ die Hamburger Vorstädte Moorburg, Vierlande und Bergedorf besetzen. Bei den Heckkaten (zwischen Billwerder und Bergedorf) erlitten die Hamburger Grenadiere und Musketiere am 29. Januar eine Niederlage gegen die Lüneburger, die daraufhin auch Billwerder besetzten. Nach Verhandlungen zogen sich die Lüneburger im April wieder aus Vierlande, Bergedorf und Billwerder zurück, hielten aber weiterhin das strategisch wichtige Moorwerder besetzt.

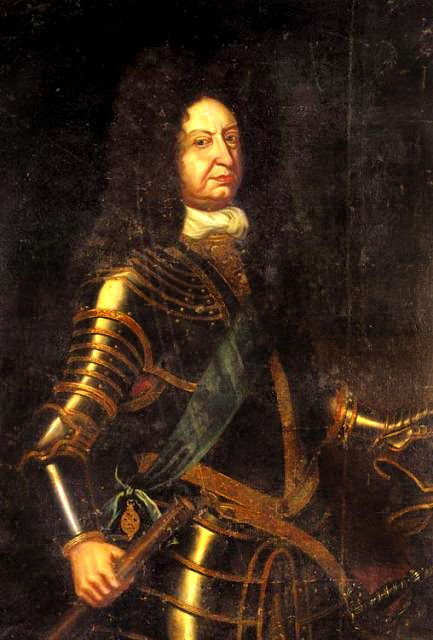
Georg Wilhelm von Lüneburg beendete seine Fehde mit Hamburg und schickte Truppen zur Verteidigung der Stadt
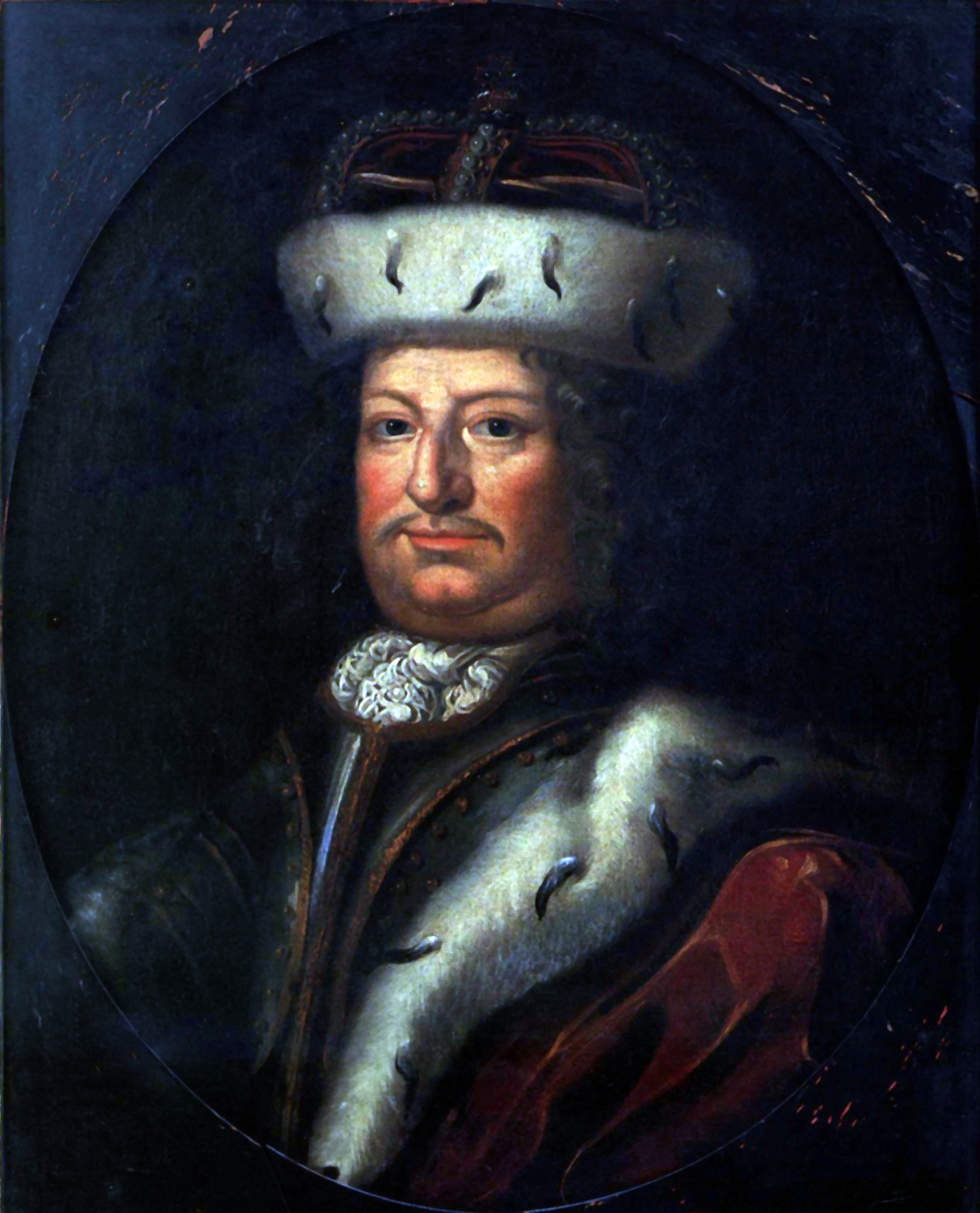
Brandenburgs Großer Kurfürst schickte Truppen, die erst nach dem Waffenstillstand ankamen

Die Militäraktionen der Lüneburger hatte Christian V. zum Anlass genommen, ab Februar 1686 im holsteinischen Bad Oldesloe und in Ottensen Truppen zusammenzuziehen. Dänische Kriegsschiffe blockierten die Elbe. Unter den zunächst 16.000 Mann befanden sich viel schwere Artillerie und 7.000 Mann der königlichen Garde; mit dem Kommando betraute König Christian V. seinen Halbbruder Ulrich Friedrich Gyldenløve. Die Dreißiger entsandten den Stadtrat Pauli zu Christian V., um über hamburgische Subsidien und dänischen Beistand im Falle eines erneuten lüneburgischen Angriffs auf Hamburg zu verhandeln. Am 19. August 1686 zog Christian V. nach Altona und ließ seinem Gesandten Andreas Pauli von Liliencron der Hansestadt seine Bedingungen bzw. Gegenforderungen überbringen: Neben der Erbhuldigung und der Zahlung von 400.000 Talern sollte Hamburg dauerhaft eine dänische Garnison von 2.000 bzw. 3.000 Mann aufnehmen und unterhalten. Anderenfalls würde die Stadt durch dänische Artillerie zerstört und sturmreif geschossen werden.

## Verlauf

Hamburger Sternschanze während der Belagerung von 1686

Am 20. August rückte die dänische Armee auf Eimsbüttel vor, die Verteidiger verstärkten derweil eilig die Besatzung der Sternschanze. Das dänische Ultimatum führte zum Umsturz in der Stadt. Am 22. August, als die Dänen mit einem massiven Bombardement der Sternschanze begannen, wurden die als prodänisch diskreditierten Snitger und Jastram verhaftet. Herzog Georg Wilhelm unterstellte seine Lüneburger Truppen Hamburger Kommando. Bis zum 25. August war die Sternschanze, in deren Verteidigung sich Hamburger, Lüneburger und in der Stadt befindliche schwedische Freiwillige abwechselten, der Hauptkampfplatz. Ausfälle der Verteidiger und der Beschuss Altonas durch die von schwedischen Offizieren kommandierte Hamburger Artillerie ernüchterten die Dänen und führten zur Zerstörung Altonas. Bereits am 26. August wurde auf Vorschlag Brandenburgs und Englands ein Waffenstillstand vereinbart.
Die dänischen Belagerer hatten Hamburg nicht vollständig eingeschlossen. Während vor dem Dammtor und dem Millerntor erbittert gekämpft wurde, konnten beispielsweise durch das Steintor wiederholt Tausende Mann an kriegsgeübten Lüneburger und ab dem 29. August auch Brandenburger Verstärkungstruppen in die Stadt einziehen. Während Christian V. nur 2.000 weitere Dänen als Verstärkung hinzuziehen konnte, wuchs die Zahl der deutschen Hilfstruppen auf Hamburger Seite während des Waffenstillstands auf 8.000 Mann. Am 5. September wurde ein Teil der Lüneburger Truppen durch frische Brandenburger Regimenter abgelöst. In Hamburg standen somit 20.000 Mann, weitere 6.000 Brandenburger waren elbeaufwärts im Anmarsch. Angesichts einer drohenden Gegenoffensive gab der dänische König am 6. September den Befehl zum Rückzug auf Ottensen. Am 10. September war der Abzug abgeschlossen.

## Folgen
Unmittelbar mit Beginn des Waffenstillstandes begannen intensive diplomatische Verhandlungen. Während der Kaiser, Schweden und die Niederlande eine drohende Position einnahmen, verwendete sich auch Frankreich für Hamburg, Brandenburg schlug versöhnliche Töne an. Obwohl König Christian V. zunächst nur direkt mit Hamburg verhandeln wollte, akzeptierte er schließlich die Vermittlung Englands, Hessen-Kassels und Kursachsens neben der Frankreichs und Brandenburgs. Als Verhandlungsort bestand der König auf Schloss Gottorf im besetzten Schleswig. Am 22. September begannen dort die Verhandlungen. Hamburg, das anfangs sowohl gegen den Verhandlungsort als auch gegen Ausgleichszahlungen protestierte, wurde schließlich vor allem von Brandenburg zum Nachgeben gedrängt, Dänemark von England. Dänemark forderte die Einhaltung des 1679 vereinbarten Pinneberger Rezesses. Der französische Vorschlag sah die Zahlung der von Christian ursprünglich geforderten 400.000 Taler vor. Nachdem die Hamburger im Gegenzug eine Schadensrechnung von 100.000 Talern aufgestellt und die Dänen mit dem Abbruch der Verhandlungen gedroht hatten, einigte man sich auf eine Zahlung von 300.000 Talern Kriegskosten an den Dänenkönig und darauf, dass Christians V. Anspruch auf Huldigung erneut rechtlich geprüft werden sollte. Diese Einigung wurde schließlich am 16. Oktober 1686 erzielt und am 2. November im Rezeß von Gottorf besiegelt. Daraufhin verließen die Lüneburger und Brandenburger Truppen noch Mitte Oktober Hamburg. Am 7. November erklärte Christian VI. den Kriegszustand mit Hamburg für beendet. Für ihre Vermittlungsbemühungen ehrte der dänische König den sächsischen Kurprinzen Johann Georg und dessen Sohn Friedrich August mit dem Elefanten-Orden.
Noch vor der erzielten Einigung waren Snitger und Jastram in einem Schauprozess verurteilt und am 4. Oktober 1686 ausgeweidet, gevierteilt und enthauptet worden. Ihre Köpfe wurden auf Pfähle gespießt und vor dem Millerntor und dem Steintor zur Schau gestellt. Christian V. hatte vergeblich eine Amnestie für die beiden und die übrigen „Dreißiger“ gefordert. Slüter starb am 21. Oktober im Gefängnis. Am 11. November wurde Meurer erneut Bürgermeister.

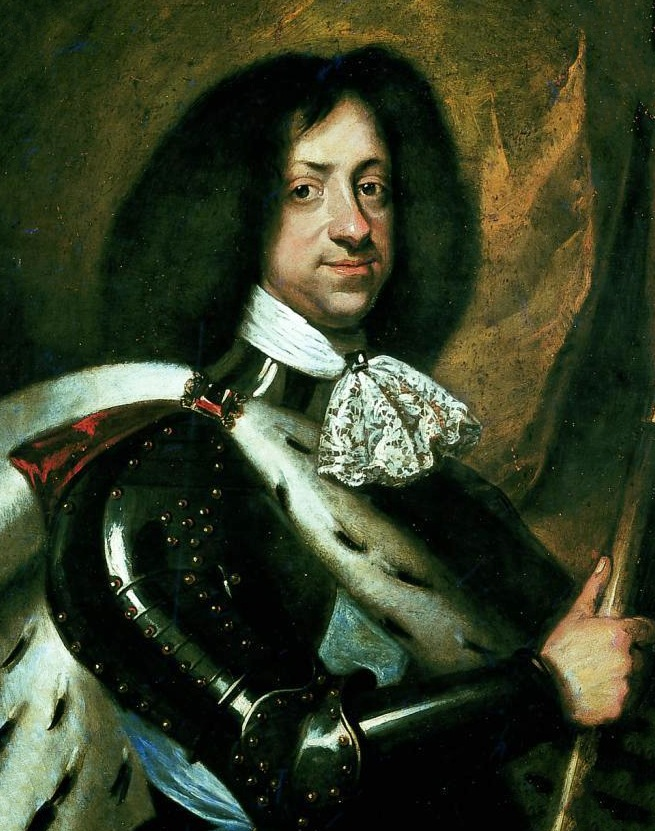
Christian V. gewann weder Hamburg noch Gottorf oder Ratzeburg
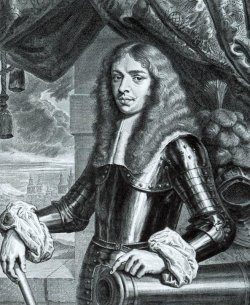
Auch Christian Albrecht war ein Schwager des dänischen Königs

In Gottorf einigten sich die Teilnehmer zudem darauf, auch für die Ansprüche des Herzogs Christian Albrecht von Schleswig-Holstein-Gottorf (und seines Bruders, des Lübecker Fürstbischofs August Friedrich von Schleswig-Holstein-Gottorf) eine Verhandlungslösung zu bemühen, doch sowohl Frankreich als auch Brandenburg widersetzten sich kaiserlichen, lüneburgischen und schwedischen Forderungen, dies ultimativ mit der Lösung der Hamburger Frage zu verbinden. Die diesbezüglichen Verhandlungen begannen deshalb erst 1687 in Altona und führten erst 1689 zum Altonaer Rezeß, demzufolge Christian V. die eingezogenen Besitzungen des Herzogs wieder herausgab. Ungelöst blieb zunächst der dänisch-lüneburgische Gegensatz, der sich 1689 mit dem Aussterben der Askanier-Herzöge von Sachsen-Lauenburg wieder verschärfte. Als Herzog Georg Wilhelm von Lüneburg das auch von Dänemark beanspruchte Lauenburg besetzen ließ, antwortete Christian mit der Belagerung, Beschießung und Zerstörung der lauenburgischen Hauptstadt Ratzeburg. Dänemarks Verbündeter Frankreich war jedoch inzwischen mit dem Pfälzischen Erbfolgekrieg beschäftigt; ohne französische Hilfe musste Christian V. im Hamburger Vergleich (1693) schließlich auch seine Ansprüche auf Lauenburg aufgeben. Statt mit den Niederlanden oder Frankreich verbündete sich Dänemark 1699 mit Russland und Sachsen-Polen. Im Großen Nordischen Krieg belagerte Dänemark 1712 Hamburg noch einmal (und ließ sich für den Abzug 246.000 Taler bezahlen) und eroberte Bremen-Verden, besetzte 1713 erneut Schleswig-Holstein-Gottorf und eroberte 1715/16 schließlich auch Wismar und Teile Vorpommerns.